# 特林巴克
特林巴克（法語：Trimbach，发音：[tʁimbak] 或 [tʁimbax]）是法国下莱茵省的一个市镇，属于阿格诺-维桑堡区（Haguenau-Wissembourg）和维桑堡县（Wissembourg）。该市镇总面积3.94平方公里，2009年时的人口为512人。

## 人口
特林巴克人口变化图示